# Atoposmia hebitis
Atoposmia hebitis är en biart som först beskrevs av Michener 1954.  Atoposmia hebitis ingår i släktet Atoposmia och familjen buksamlarbin. Inga underarter finns listade i Catalogue of Life.